# 충주 미륵리 석조여래입상
충주 미륵리 석조여래입상(忠州 彌勒里 石造如來立像)은 충청북도 충주시 미륵대원지에 있는 고려 시대에 돌로 만든 여래 입상이다.
1963년 1월 21일 대한민국의 보물 제96호 괴산미륵리석불입상(槐山彌勒里石佛立像)으로 지정되었다가, 2010년 8월 25일 현재의 명칭으로 변경되었다.
고려 초기 충주 부근에서 많이 만들어진 일련의 커다란 불상들과 양식적 특징을 같이하는 석불 입상이다. 모두 5개의 돌을 이용하여 불상을 만들고 1개의 얇은 돌로 갓을 만들어 올렸다. 얼굴 표현에 비해 몸이 간략하게 조각되었다.

## 개요
전설에 따르면 신라말 마의태자가 동생 덕지(德摯) 왕자와 함께 나라의 멸망을 비통하게 여기며 이곳을 지나가다 불상을 만들고 개골산으로 들어갔다고 하며, 그의 동생 덕지(德摯) 왕자는 월악산에 남아 제천 덕주사 마애여래입상(보물 제406호)을 만들었다고 한다.
모두 5개의 돌을 이용하여 불상을 만들고 1개의 얇은 돌로써 갓을 삼았다. 둥근 얼굴에 활모양의 눈썹, 긴 살구씨 모양의 눈, 넓적한 코, 두터운 입술 등은 고려 초기 커다란 불상의 지방화된 양식을 잘 반영하고 있다. 신체는 단순한 옷주름의 표현이라든가 구슬같은 것을 잡고 있는 손의 묘사 등에서 얼굴과는 대조적으로 간략함을 느낄 수 있다.
이 불상의 대담하고 거대한 모습으로 보아 새로 일어난 국력을 배경으로 만들어진 것임에 틀림없을 것 같다.

## 참고 자료
- 충주 미륵리 석조여래입상 - 국가유산청 국가유산포털